# Oslo (dokumentarfilm)
|  | Denne artikel er oprettet af botten Steenthbot ud fra en ekstern database. Den kan derfor have sproglige fejl eller mangler. Denne skabelon kan fjernes efter kontrol af indholdet. |

 For alternative betydninger, se Oslo (flertydig). (Se også artikler, som begynder med Oslo)
Oslo er en dansk dokumentarfilm fra 1963 instrueret af Jørgen Roos og efter manuskript af Eiler Jørgensen.

## Handling
Et poetisk portræt af Norges hovedstad skildret gennem skiftende årstider. Filmen er Jørgen Roos' bidrag til en skandinavisk konkurrence om at lave den bedste film om Oslo, udskrevet af Reisetrafikforeningen for Oslo.